# Conneaut
Conneaut város az Egyesült Államokban, Ohio állam Ashtabula megyéjében. Az Erie-tó déli partján fekszik, az államhatárnál, lakosainak száma körülbelül 12 ezer. Területe 68,5 km², amiből szárazföldi terület 68,3 km².
Conneaut egy régi indián út mentén fekszik, amit később a pionírok használtak. A szó conneaut a szeneka törzs nyelvéből ered, de a jelentése vitatott. A város mellett 1747 körül létezett egy mississauga település is.
Conneautban a városi és a vidékies farmjelleg ötvöződik. A 11 kilométer hosszú tóparton strandok, csónakázási lehetőség van, nyáron sok a turista. Iparára jellemző az autóipari beszállítás. A város történelmi üzleti központja és kikötője már nem virágzik annyira, mint régen.

## Fordítás
- Ez a szócikk részben vagy egészben  a   Conneaut, Ohio című angol Wikipédia-szócikk ezen változatának fordításán alapul.  Az eredeti cikk szerkesztőit annak laptörténete sorolja fel. Ez a jelzés csupán a megfogalmazás eredetét és a szerzői jogokat jelzi, nem szolgál a cikkben szereplő információk forrásmegjelöléseként.